# Пор, Адольф Иванович
Адольф Иванович Пор (10 мая 1851, Вильно — 1911, Казань) — участник франко-прусской войны, лектор французского языка в Казанском университете.
В 1881—1887 в Симбирской гимназии обучал французскому языку Ленина.

## Биография
Сын преподавателя французского языка в России. Родился 10 мая 1851 года в Вильне.
Образование получил за границей, сначала в Тирлемонтском колледже, а затем в Лиежском лицее.
В 1870 году участвовал во франко-прусской войне в рядах французской армии, где он дослужился до звания батальонного адъютанта. Взятый в плен 12 января 1871 года под Леманом, был отправлен в Кёльн, где содержался в течение месяца с другими пленными.
После освобождения вышел в отставку и приехал в Россию, в Петербург где он был некоторое время представителем батинольского строительного общества. По прекращении дел общества с Россией преподавал французский язык в Петербургской частной гимназии Бычкова.
Получив место директора консервного завода Мангольда уехал в Астрахань. После закрытия завода временно преподавал французский язык в двух классах Астраханского реального училища. По истечении трех месяцев был назначен преподавателем французского языка сначала в Алатырскую гимназию, а затем в Симбирскую гимназию. В Симбирской гимназии одним из его учеников был Ленин. В Симбирской кроме мужской гимназии, преподавал французский язык в женской гимназии и в духовной семинарии.
Из Симбирска в 1889 году был перемещен преподавателем французского языка в Казанскую третью гимназию. С 1 декабря 1891 года состоял лектором французского языка при Казанском университете. С 1892 года состоял членом испытательного комитета при Казанском учебном округе.
По воспоминаниям Александра Наумова — одноклассника Владимира Ульянова-Ленина:

Французский язык проходили мы под руководством Адольфа Ивановича Пора — высокого, здоровенного швейцарца, довольно красивого брюнета с тщательно расчесанными густейшими волосами на голове и раздвоенной плотной солидной бородой. Это был серьезный и дельный педагог, который умел нас, школьников, заставлять заниматься и слушаться.
В Казани Пору принадлежал трехэтажный дом в районе Арского поля (ныне: ул. Гоголя, 29; объект культурного наследия регионального значения).
Скончался в Казани в 1911 году, похоронен на православном участке Арского кладбища (могила сохранилась).

## Труды
- Краткий очерк истории французского языка в связи с его характерными особенностями : Вступ. лекция, чит. 27 янв. 1892 г. в Казан. ун-те лектором А. И. Пор Казань : типо-лит. Ун-та, 1893
- Очерк истории французского языка, в связи с его характерными особенностями. Казань 1893
- Отчет о письменных работах по французскому языку, исполненных на окончательных и дополнительных испытаниях учебниками VI и VII кл. и посторонними лицами в 10-ти реальных училищах Казанского учебного округа в 1894 году. Казань 1895